# Neoklasicizam (muzika)
Neoklasicizam u muzici bio je trend dvadesetog veka, posebno aktuelan u međuratnom periodu, u kojem su kompozitori nastojali da se vrate estetskim propisima povezanim sa široko definisanim konceptom „klasicizma“, odnosno redu, ravnoteži, jasnoći, ekonomičnosti i emocionalnoj uzdržanosti. Kao takav, neoklasicizam je bio reakcija protiv neobuzdanog emocionalizma i opažene bezobličnosti kasnog romantizma, kao i „poziv na red“ nakon eksperimentalnog vrenja u prve dve decenije dvadesetog veka. Neoklasični impuls pronašao je svoj izraz u karakteristikama kao što su upotreba smanjenih izvođačkih snaga, naglasak na ritmu i kontrapunktnoj teksturi, ažurirani ili prošireni tonski sklad i koncentracija na apsolutnoj muzici za razliku od romantičarske programske muzike.
U formi i tematskim tehnikama, neoklasična muzika je inspiraciju često crpela iz muzike 18. veka, mada je nadahnjujući kanon jednako često pripadao baroku, pa čak i ranijim periodima, kao i klasičnom periodu - iz tog razloga, muzika koja inspiraciju crpi upravo iz baroka se ponekad naziva neobaroknom muzikom. Neoklasicizam je imao dve različite nacionalne linije razvoja, francusku (koja je delimično proizašla iz uticaja Erika Satija, a predstavljao ju je Igor Stravinski, koji je zapravo bio ruskog porekla), i nemačku (koja je proizišla iz „nove objektivnosti“ Feručija Busonija, koji je zapravo Italijan, a zastupao ju je Paul Hindemit). Neoklasicizam je bio više estetski trend nego organizovani pokret; čak i mnogi kompozitori za koje se obično ne misli da su „neoklasicisti“, apsorbovali su elemente stila.

## Ljudi i dela
Iako se izraz „neoklasicizam“ odnosi na pokret 20. veka, postojali su važni prethodnici u 19. veku. U komadima kao što su Franc Listov À la Chapelle Sixtine (1862), Edvard Grigova Holbergova Svita (1884), Petra Iljiča Čajkovskova divertifikacija iz Pikove dame (1890), Žorž Eneskuova Klavirska suita u starom stilu (1897) i Maks Regerov Končerto u starom stilu (1912), kompozitori su „oblačili svoju muziku u staru odeću kako bi stvorili nasmejanu ili zamišljenu evokaciju prošlosti“.
Simfonija br. 1 (1917) Sergeja Prokofjeva ponekad se navodi kao preteča neoklasicizma. Sam Prokofjev smatrao je da je njegova kompozicija „prolazna faza“, dok je neoklasicizam Stravinskog 20-ih godina „postao osnovna linija njegove muzike“. Rihard Štraus je takođe uneo neoklasične elemente u svoju muziku, posebno u svojoj orkestralnoj sviti Le bourgeois gentilhomme Op. 60, napisanoj u ranoj verziji 1911. i konačnoj verziji 1917.
Otorino Respigi je takođe bio jedan od preteča neoklasicizma sa svojom delom Ancient Airs and Dances svita No. 1, komponovanom 1917. godine. Umesto da deluje po uzoru na muzičke forme 18. veka, Respigi, koji je, pored toga što je bio poznati kompozitor i dirigent bio je i zapaženi muzikolog, ugledao se na italijansku muziku 16. i 17. veka. Njegov kolega savremeni kompozitor Đan Frančesko Malipjero, takođe muzikolog, sastavio je kompletno izdanje dela Klaudija Monteverdija. Malipjerov odnos sa drevnom italijanskom muzikom nije imao za cilj samo oživljavanje antičkih formi u okviru „povratka u red“, već pokušaj oživljavanja pristupa kompoziciji koji bi kompozitoru omogućio da se oslobodi ograničenja sonatnog oblik i prekomerno iskorišćenih mehanizama tematskog razvoja.

## Literatura
- Albright, Daniel (2004). Modernism and Music: An Anthology of Sources. Chicago: University of Chicago Press. ISBN 0-226-01267-0.
- Béhague, Gerard (2001a). "Brazil". The New Grove Dictionary of Music and Musicians, second edition, edited by Stanley Sadie and John Tyrrell. London: Macmillan Publishers.
- Béhague, Gerard (2001b). "Guarnieri, (Mozart) Camargo". The New Grove Dictionary of Music and Musicians, second edition, edited by Stanley Sadie and John Tyrrell. London: Macmillan Publishers.
- Béhague, Gerard (2001c). "Krieger, Edino". The New Grove Dictionary of Music and Musicians, second edition, edited by Stanley Sadie and John Tyrrell. London: Macmillan Publishers.
- Béhague, Gerard (2001d). "Villa-Lobos, Heitor". The New Grove Dictionary of Music and Musicians, second edition, edited by Stanley Sadie and John Tyrrell. London: Macmillan Publishers.
- Béhague, Gerard, and Robin Moore (2001). "Cuba, Republic of". The New Grove Dictionary of Music and Musicians, second edition, edited by Stanley Sadie and John Tyrrell. London: Macmillan Publishers.
- Béhague, Gerard, and Irma Ruiz (2001). "Argentina (i)". The New Grove Dictionary of Music and Musicians, second edition, edited by Stanley Sadie and John Tyrrell. London: Macmillan Publishers.
- Bónis, Ferenc. 1983. "Zoltán Kodály, a Hungarian Master of Neoclassicism". Studia Musicologica Academiae Scientiarum Hungaricae 25, nos. 1–4:73–91.
- Busoni, Ferruccio (1957). The Essence of Music, and Other Papers, translated by Rosamond Ley. London: Rockliff.
- Cowell, Henry (1933). "Towards Neo-Primitivism". Modern Music 10, no. 3 (March–April): 149–53. Reprinted in Essential Cowell: Selected Writings on Music by Henry Cowell 1921–1964, edited by Richard Carter Higgins and Bruce McPherson, preface by Kyle Gann, 299–303. Kingston, New York: Documentext, 2002.  978-0-929701-63-9.
- Eli Rodríguez, Victoria (2001). "Ardévol (Gimbernat), José". The New Grove Dictionary of Music and Musicians, second edition, edited by Stanley Sadie and John Tyrrell. London: Macmillan Publishers.
- Heine, Christiane. 2001a. "Bacarisse (Chinoria), Salvador". The New Grove Dictionary of Music and Musicians, second edition, edited by Stanley Sadie and John Tyrrell. London: Macmillan Publishers.
- Heine, Christiane. 2001b. "Remacha (Villar), Fernando". The New Grove Dictionary of Music and Musicians, second edition, edited by Stanley Sadie and John Tyrrell. London: Macmillan Publishers.
- Heisler, Wayne (2009). The Ballet Collaborations of Richard Strauss. Rochester: University of Rochester Press.  978-1-58046-321-8
- Hess, Carol A. (2001a). Manuel de Falla and Modernism in Spain, 1898–1936. Chicago: University of Chicago Press. ISBN 978-0-226-33038-9.
- Hess, Carol A. (2001b). "Falla (y Matheu), Manuel de". The New Grove Dictionary of Music and Musicians, second edition, edited by Stanley Sadie and John Tyrrell. London: Macmillan Publishers.
- Hess, Carol A. (2013). "Copland in Argentina: Pan Americanist Politics, Folklore, and the Crisis in Modern Music". Journal of the American Musicological Society 66, no. 1 (Spring): 191–250.
- Hurwitz, David (n.d.). "Pierne Timpani TEN C". ClassicsToday.com (accessed 1 July 2015).
- Keillor, John (2009). "Variations for Orchestra, Op. 31". Allmusic.com website. (Accessed 4 April 2010).
- Large, Brian (1976). Martinu. Teaneck NJ: Holmes & Meier. ISBN 978-0841902565.
- Lewis, Uncle Dave (n.d.). “Christian Ivaldi / Solistes de l'orchestre Philharmonique du Luxembourg: Gabriel Pierné: La Musique de Chambre, Vol. 2” AllMusic Review (accessed 1 July 2015).
- MacDonald, Malcolm. 2001. "Gerhard, Roberto [Gerhard Ottenwaelder, Robert]". The New Grove Dictionary of Music and Musicians, second edition, edited by Stanley Sadie and John Tyrrell. London: Macmillan Publishers.
- Malipiero, Gian Francesco. 1952. [Essay?]. In L'opera di Gian Francesco Malipiero: Saggi di scrittori italiani e stranieri con una introduzione di Guido M. Gatti, seguiti dal catalogo delle opere con annotazioni dell'autore e da ricordi e pensieri dello stesso, edited by Guido Maggiorino Gatti, Treviso: Edizioni di Treviso.
- Moody, Ivan (1996). "'Mensagens': Portuguese Music in the 20th Century". Tempo, new series, no. 198 (October): 2–10.
- Oja, Carol J. 2000. Making Music Modern: New York in the 1920s. Oxford and New York: Oxford University Press.  978-0-19-516257-8.
- Pérez Castillo, Belén. 2001. "Spain, §I: Art Music 6: 20th Century". The New Grove Dictionary of Music and Musicians, second edition, edited by Stanley Sadie and John Tyrrell. London: Macmillan Publishers.
- Prokofiev, Sergey (1991). "Short Autobiography", translated by Rose Prokofieva, revised and corrected by David Mather. In Soviet Diary 1927 and Other Writings. London: Faber and Faber.  0-571-16158-8.
- Rosen, Charles (1975). Arnold Schoenberg. Modern Masters. New York: Viking Press.  0-670-13316-7 (cloth)  0-670-01986-0 (pbk). UK edition, titled simply Schoenberg. London: Boyars; Glasgow: W. Collins  0-7145-2566-9 Paperback reprint, Princeton: Princeton University Press, 1981.  0-691-02706-4.
- Ross, Alex (2010). "Strauss's Place in the Twentieth Century". In The Cambridge Companion to Richard Strauss, edited by Charles Youmans, 195–212. Cambridge Companions to Music. Cambridge and New York: Cambridge University Press,  978-0-521-72815-7.
- Salgado, Susana (2001a). "Bautista, Julián". The New Grove Dictionary of Music and Musicians, second edition, edited by Stanley Sadie and John Tyrrell. London: Macmillan Publishers.
- Samson, Jim (1977). Music in Transition: A Study of Tonal Expansion and Atonality, 1900–1920. New York: W. W. Norton & Company.  0-393-02193-9.
- Sharpe, Roderick L. (2009). "Gabriel Pierné (b. Metz, Loraine, 16 August 1863 – d. Ploujean, Finistère, 17 July 1937): Voyage au Pays du Tendre (d'après la Carte du Tendre)". Konrad von Abel & Phenomenology of Music: Repertoire & Opera Explorer: Vorworte—Prefaces. Munich: Musikproduktion Jürgen Höflich.
- Simms, Bryan R. 1986. "Twentieth-Century Composers Return to the Small Ensemble". In The Orchestra: A Collection of 23 Essays on Its Origins and Transformations, edited by Joan Peyser, 453–74. New York: Charles Scribners Sons. Reprinted in paperback, Milwaukee: Hal Leonard Corporation, 2006.  978-1-4234-1026-3.
- Sorce Keller, Marcello. 1978. "A Bent for Aphorisms: Some Remarks about Music and about His Own Music by Gian Francesco Malipiero". The Music Review 39, nos. 3–4:231–239.
- Walsh, Stephen (2001). "Stravinsky, Igor". The New Grove Dictionary of Music and Musicians, second edition, edited by Stanley Sadie and John Tyrrell. London: Macmillan Publishers.
- Waterhouse, John C. G., and Virgilio Bernardoni (2001). "Casella, Alfredo". The New Grove Dictionary of Music and Musicians, second edition, edited by Stanley Sadie and John Tyrrell. London: Macmillan Publishers.
- Westby, James (2001). "Castelnuovo-Tedesco, Mario". The New Grove Dictionary of Music and Musicians, second edition, edited by Stanley Sadie and John Tyrrell. London: Macmillan Publishers.
- Whittall, Arnold (1980). "Neo-classicism". The New Grove Dictionary of Music and Musicians, edited by Stanley Sadie. London: Macmillan Publishers.
- Lanza, Andrea (2008). "An Outline of Italian Instrumental Music in the 20th Century". Sonus: A Journal of Investigations into Global Musical Possibilities 29, no. 1:1–21. ISSN 0739-229X
- Messing, Scott (1988). Neoclassicism in Music: From the Genesis of the Concept Through the Schoenberg/Stravinsky Polemic. Rochester, New York: University of Rochester Press. ISBN 978-1-878822-73-4.
- Salgado, Susana (2001b). "Caamaño, Roberto". The New Grove Dictionary of Music and Musicians, second edition, edited by Stanley Sadie and John Tyrrell. London: Macmillan Publishers.
- Stravinsky, Igor (1970). Poetics of Music in the Form of Six Lessons (from the Charles Eliot Norton Lectures delivered in 1939–1940). Harvard College, 1942. English translation by Arthur Knodell and Ingolf Dahl, preface by George Seferis. Cambridge: Harvard University Press.  0-674-67855-9.
- Whittall, Arnold (2001). "Neo-classicism". The New Grove Dictionary of Music and Musicians, second edition, edited by Stanley Sadie and John Tyrrell. London: Macmillan Publishers.